# Wilayu
Wilayu is een bestuurslaag in het regentschap Wonosobo van de provincie Midden-Java, Indonesië. Wilayu telt 1346 inwoners (volkstelling 2010).